# Laguna Blanca (Bolivie)
La laguna Blanca est un lac salé situé au sein de la réserve nationale de faune andine Eduardo Avaroa dans la province de Sud Lípez du département de Potosí, en Bolivie.
Elle est située à une altitude d'environ 4 340 m, a une superficie de 3,5 km2 et une profondeur maximale de 0,5 m.
Elle est séparée à l'ouest par une mince bande de terre de la laguna Verde, dans laquelle elle s'écoule via un petit cours d'eau. Les deux lacs n'en formaient qu'un seul à l'origine.